# Olang
Olang (wł. Valdaora) – gmina we Włoszech, w regionie Trydent-Górna Adyga, w prowincji Bolzano (Tyrol Południowy).
Liczba mieszkańców gminy wynosiła 3042 (dane z roku 2009). Język niemiecki jest językiem ojczystym dla 97,42%, włoski dla 2,16%, a ladyński dla 0,42% mieszkańców (2001).
Gmina Olang znajduje się przy trasie prowadzącej z Brunico do Lienz w Austrii i obejmuje wsie: Ober Olang (Valdaora di Sopra), Mitter Olang (Valdaora di Mezzo), Nieder Olang (Valdaora di Sotto) oraz Geiselsberg (Sorafurcia), rozciągając się od 981 do 2567 m n.p.m. Dzięki swojemu położeniu na północnym skraju Dolomitów, w okolicy parku przyrody Fanes-Senes-Braies/Fannes-Sennes-Prags, oferuje wiele szlaków turystycznych, a przez teren gminy często przebiega trasa Giro d’Italia.
Letnia oferta turystyczna miejscowości obejmuje także takie atrakcje jak: nordic walking, zwiedzanie parku i ciekawej tradycyjnej architektury zabudowań, odkryty basen, korty tenisowe, golf i stadniny koni.
Miejscowość znana jest przede wszystkim ze względu na swoje położenie u stóp nowoczesnego i cenionego ośrodka narciarskiego Kronplatz (wł. Plan de Corones), a w należącym do Olangu przysiółku Gassl znajdują się dolne stacje dwóch kolejek gondolowych prowadzących ma szczyt Kronplatzu.
Ponadto Olang jest znanym międzynarodowym centrum saneczkarskim, w którym odbywały się w saneczkarskie mistrzostwa świata, a także posiada 10 km tras do narciarstwa biegowego. Jedną z najbardziej znanych osobistości pochodzących z Olang jest Markus Lanz, znany prezenter i producent niemieckiej telewizji.